# 마이클 만 (사회학자)
마이클 만(Michael Mann, 1942년 ~ )은 미국의 사회학자로, 캘리포니아 대학교 로스앤젤레스 캠퍼스 (UCLA) 사회학부 교수이다. 영국 맨체스터 출생. 1971년, 옥스퍼드 대학교에서 사회학 박사 학위를 받았다.